# Joven, viuda y estanciera (película de 1970)
Joven, viuda y estanciera es una película filmada en colores de Argentina dirigida por Julio Saraceni sobre el guion de Ariel Cortazzo sobre la obra homónima de Claudio Martínez Payva que se estrenó el 24 de septiembre de 1970 y que tuvo como protagonistas a Lolita Torres, Jorge Barreiro, Ignacio Quirós y Leonor Rinaldi. Víctor Ayos estuvo a cargo de la coreografía.

## Sinopsis
El capataz de una estancia, enamorado en secreto de la dueña, trata de protegerla de los cazafortunas.

## Reparto
Intervinieron en el filme los siguientes intérpretes:
- Lolita Torres... Victoria Elizalde de Verneil
- Jorge Barreiro... Pablo
- Ignacio Quirós... Luis Echegaray
- Leonor Rinaldi... Jacinta
- Elena Lucena... Leocadia
- Luis Landriscina...don Cosme
- Guillermo Battaglia...don Javier
- Gerardo Chiarella... Juan
- Emilio Vidal... don Ponciano
- Elida Barletta... Lucila
- Berugo Carámbula... Eulogio
- Marisa Grieben... Esther
- Luisa Ruiz
- Paquita Vehil... gitana que lee las manos
- Carlos Fioriti... juez
- Jorge de la Riestra... jefe de los gitanos
- Estela Vidal... gitana 1
- José Dorado... Ingeniero
- Víctor Ayos
- Juan Alighieri... oficial
- Lalo Hartich... médico
- Ignacio de Soroa... locutor
- Lili Navarro... Florinda
- Lisandro García Tuñón... Lisandro
- Mario Savino... comisario
- Luis García Bosch... jefe de correo
- Francisco Martíno... sacerdote

## Comentarios
La Prensa escribió:

”Los esquemas formales adoptados en esta película son tan elementales como obvios los diàlogos.”

La Razón opinó:

”Moderna versión de popular obra.”

Manrupe y Portela escriben:

”Floja remake, con una protagonista volcada hacia lo folklórico en lugar de lo español.”